# Caranx lugubris
Espèce
Synonymes
- Caranx ascensionis Cuvier, 1833[1]
- Caranx frontalis Poey, 1860[1]
- Caranx ishikawai Wakiya, 1924[1]
- Caranx tenebrosus Jordan, Evermann & Wakiya, 1927[1]
- Scomber ascensionis (non Shaw, 1803)[2]

Statut de conservation UICN

 LC  : Préoccupation mineure
Caranx lugubris, communément appelé Carangue noire, est un poisson de la famille des Carangidae.

## Description
Les carangues noires possèdent neuf épines dorsales, de 20 à 22 rayons mous dorsaux, trois épines anales et de 16 à 19 rayons mous anales. Le corps est gris olive foncé à presque noir sur le dos, avec un ombrage gris bleuté sur le ventre. Les scutelles sont noires. La nageoire pectorale est en forme de faux. Les nageoires sont noires.
La taille maximale connue est de 100 cm, et le poids maximal de 17,9 kg.

## Répartition géographique
Les carangues noires peuplent l'ensemble des eaux tropicales des trois océans Pacifique, Indien et Atlantique, entre les latitudes 30°N et 30°S. En Afrique, elles sont présentes du golfe d'Aden jusqu'à Madagascar. Dans le Pacifique, elles peuplent les eaux du sud du Japon à la Nouvelle-Calédonie On les retrouve au Sud jusqu'au Nord de l'Australie. Sur la côte Ouest des Amériques, elles peuplent les eaux du Mexique jusqu'aux côtes du Costa Rica. Dans l'Ouest de l'Atlantique, elles vivent dans les Bermudes et le nord du golfe du Mexique, jusqu'aux côtes du Brésil. Sur les côtes africaines de l'Atlantique, elle peuplent les eaux des Açores, Madère, l'île de l'Ascension, la presqu'île du Cap-Vert et le golfe de Guinée

## Comportement
Ces carangues vivent dans les eaux tropicales, usuellement entre 24 et 65 mètres de profondeur, mais avec des maxima entre 12 et 354 mètres de profondeur. Leurs œufs sont pélagiques. Elles préfèrent les eaux claires océaniques et ne sont que rarement présentes dans les eaux peu profondes. Elles sont occasionnellement observées longeant le tombant récifal côté océan. Elles forment parfois des bancs. Leur alimentation principale est constituée de poissons et elles se nourrissent préférentiellement la nuit. Elles semblent se regrouper en journée dans des cavités du récif extérieur et dans les passes.

## Pêche
Cette carangue, aux mœurs nocturnes et affectionnant les profondeurs, est essentiellement pêchée à la ligne de fond au cours de la nuit. Elle mord bien au vif, mais peut aussi être attrapée à la traîne. À la chasse sous-marine, la capture d'un individu tend à attirer les autres.
En Polynésie française, sa chair est très appréciée et a la réputation de ne pas durcir (maee) ni sécher (maro) à la cuisson. Dans le monde, elle ne fait l'objet que d'une pêche commerciale mineure, mais c'est l'une des prises potentielles de la pêche sportive. Elle peut être élevée en aquaculture dans des buts commerciaux. Elle est essentiellement commercialisée fraîche, mais aussi salée ou séchée.
Quelques cas d'empoisonnement à la ciguatera ont été répertoriés.